# La valle dei delitti
La valle dei delitti (The Young Guns) è un film del 1956 diretto da Albert Band.
È un western statunitense ambientato nel 1897 con Russ Tamblyn, Gloria Talbott e Perry Lopez.

## Produzione
Il film, diretto da Albert Band su una sceneggiatura di Louis Garfinkle, fu prodotto da Richard V. Heermance per la Allied Artists Pictures e girato nel ranch di Corriganville a Simi Valley, California, nel marzo del 1956.

## Distribuzione
Il film fu distribuito con il titolo The Young Guns negli Stati Uniti dal 12 settembre 1956 al cinema dalla Allied Artists Pictures.
Altre distribuzioni:
- in Finlandia il 26 agosto 1960 (Nuoret aseet)
- in Portogallo il 5 giugno 1961 (Jovens Atiradores)
- in Svezia il 23 marzo 1964 (Med dragna revolvrar)
- in Brasile (Mocidade Rebelde)
- in Grecia (Pistolia pou tromokratoun)
- in Italia (La valle dei delitti)